# Большая Косыревка
Большая Косыревка — опустевшая деревня в Скопинском районе Рязанской области. Входит в Шелемишевское сельское поселение.

## География
Находится в западной части Рязанской области на расстоянии приблизительно 20 км на восток по прямой от районного центра города Скопин у речки Моша.

## История
Была отмечена на карте 1850 года как поселение 35 дворами. В 1859 году здесь (тогда деревня Косыревка Ряжского уезда Рязанской губернии) было учтено 43 двора , в 1897 — 69.

## Население
Численность населения: 455 человек (1859 год), 477 (1897), 0 в 2002 году (русские 100 %), 18 в 2010.